# エスプレッソ・トニック

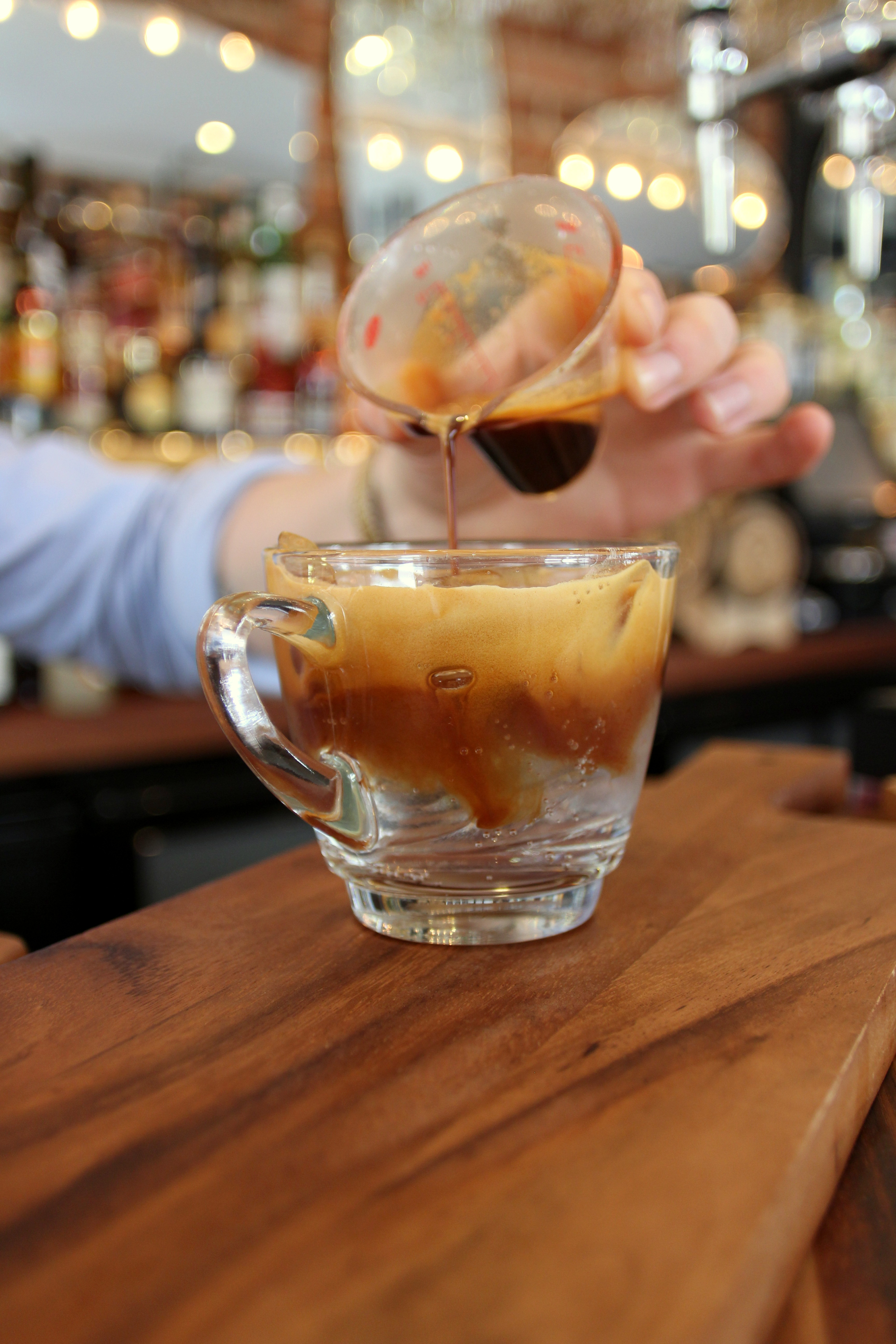
トニックウォーター（下）にエスプレッソ（上）を注いでエスプレッソ・トニックを作る

エスプレッソ・トニック (espresso tonic) は、エスプレッソとトニックウォーターを混ぜた飲料である。

## 概要
エスプレッソ・トニックは、トニックウォーターに対して、濃厚なエスプレッソを加え、よくかき混ぜて飲むコーヒー系飲料である。エスプレッソの香りと苦味に加え、炭酸の刺激と柑橘の後味を楽しむことができる。

## 伝播
エスプレッソ・トニックは、2010年頃に北欧のカフェで誕生した。その後、世界各地に伝播していった。オーストラリアでは、2013年頃から一般化し、夏の飲料として定着した。日本では、サードウェーブコーヒーに対する人気の高まりを背景に、2015年頃から広まり始めた。

## 類似の飲料
日本の飲料メーカーも、「炭酸コーヒー」などと称される、炭酸水を混ぜたコーヒー系飲料の商品化を何度か試みている。しかし、いずれも苦戦を強いられてきた。
- コーヒーサイダー -鳥井飲料（現在のサントリー）（1952年）
- コーヒースカッシュ - アートコーヒー（1975年）
- カフェアナ - サントリー（1984年）

首都圏と京阪神を中心にカフェアナを販売したものの、日本に定着しなかった。
- カフェ・ラ・シャワー - UCC上島珈琲（2001年）  ジョルト・コーラのライセンス生産を行っていたこともあり、日本初のコーヒーコーラとして販売開始、瓶入りでコンビニ限定商品だったが、すぐにリニューアルし、コーヒー入り炭酸飲料として販売されていた。
- ネスカフェスパークリング・カフェ - ネスレ（2006年）
- エスプレッソーダ - サントリー食品インターナショナル（2012年） サントリーの流れを汲む同社がテレビCMなども実施し、全国販売を行ったが、定着せず同年に販売終了した。
- ボスブラックスパークリング - サントリー食品インターナショナル（2013年） コーヒーブランド「ボス」の一商品としてを発売したものの、やはり定着することなく販売終了となった[1]。
- フルスロットル - UCC上島珈琲（2014年） 缶入りで柑橘類の後味と、甘さ、２倍のカフェインなど機能性を追加した目覚めのための飲料という付加価値をつけていた。
- ボス・トニック - サントリー食品インターナショナル（2018年）
- ワンダ・コニック - アサヒ飲料（2019年）
- タリーズコーヒー ガッサータ - 伊藤園（2023年）

これらの他にも、スターバックスやドトールコーヒーなどの期間限定メニューとしてたびたびエスプレッソトニック類似の商品が販売されていた。